# 藍超巨星

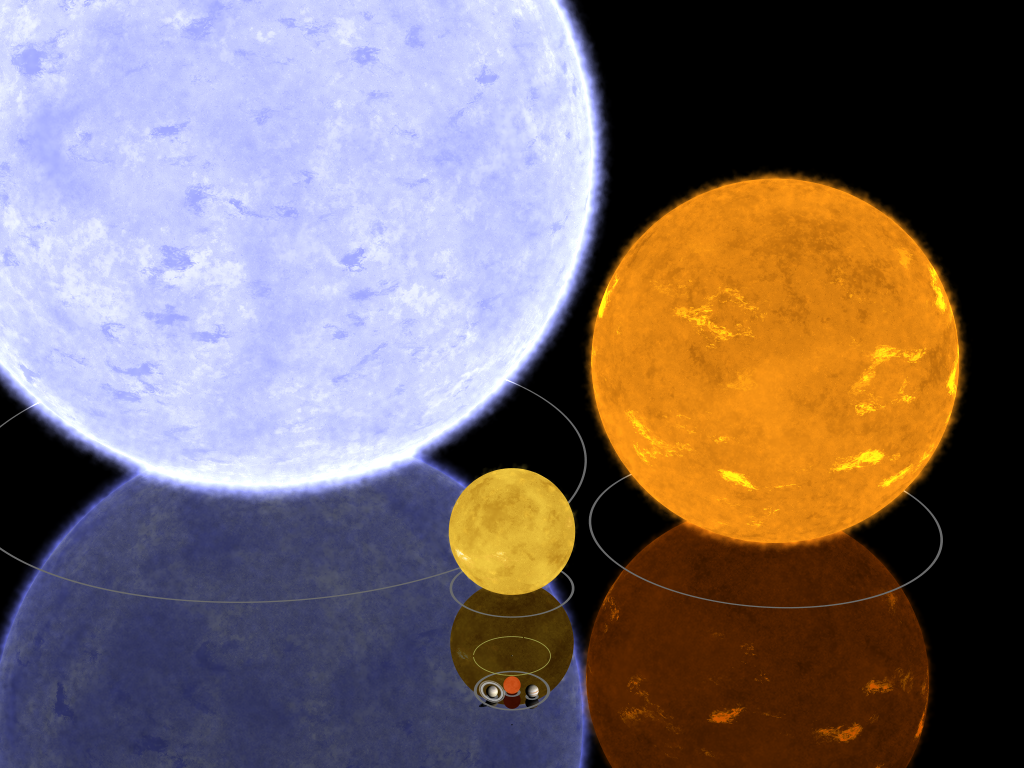
參宿五（左後）、大陵五（右後）、太陽和其他小天體的比較

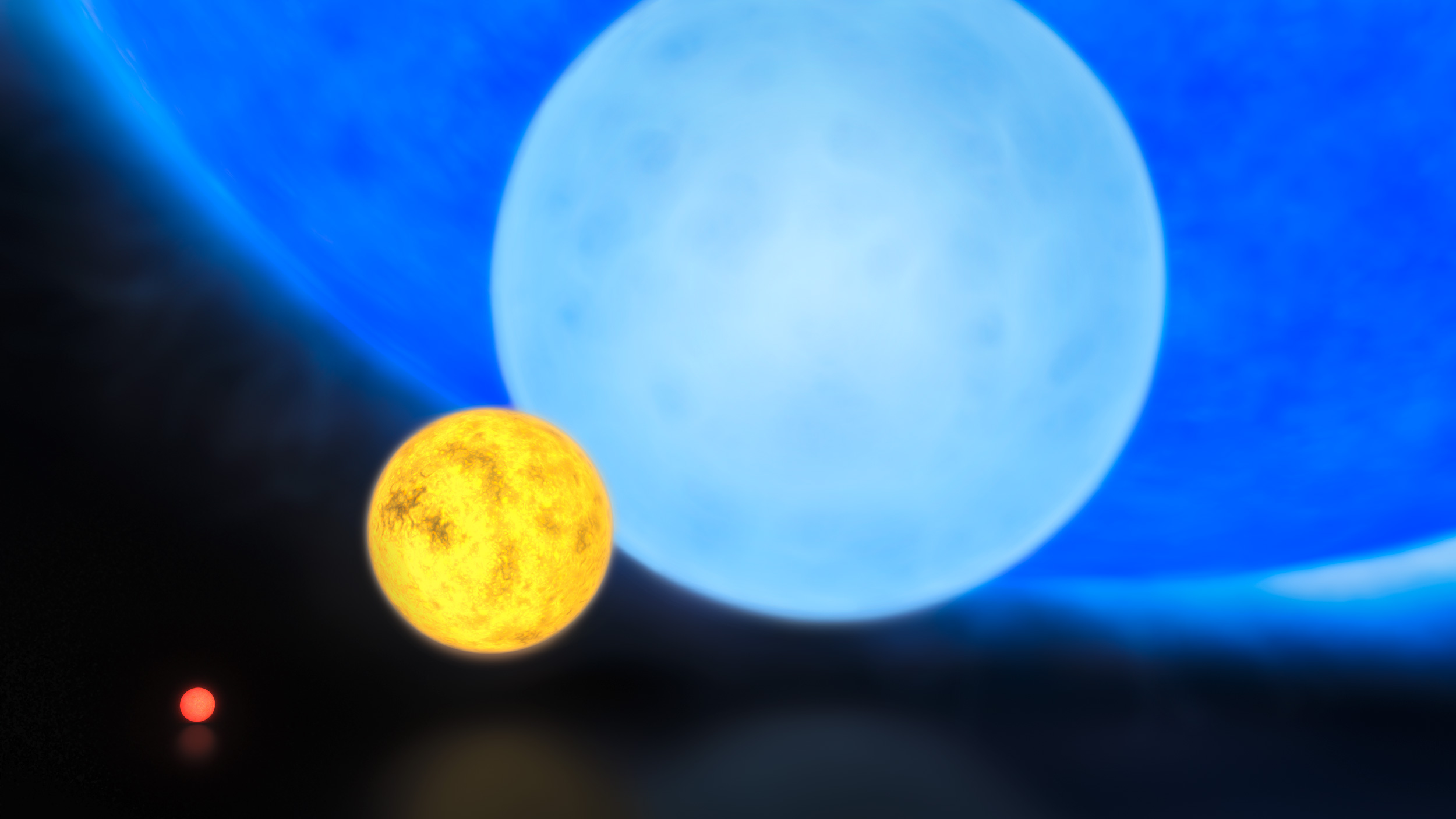
由左至右：紅矮星、太陽、藍矮星和R136a1。R136 a1並不是已知體積最大的恆星，這個頭銜目前屬於史蒂文森2-18。

藍超巨星（BSGs）是恆星的恆星光譜分類中的第1級，光譜型為O或B型，屬於超巨星的其中一種，是宇宙中溫度及亮度最高的恆星。它們的溫度與亮度皆非常高，表面溫度為10,000－55,000K，質量約太陽的10－150倍。O型早期的蓝超巨星是宇宙中最亮最重的恒星。蓝超巨星的半径通常在太阳的15-50倍之间，O型超巨星的半径通常不会大于太阳的30倍，只有少部分特超巨星会超过这个数据。B型蓝超巨星则更大一些，但一般也不会超过太阳的60倍大。已知直径最大的B型星是手枪星，直径是太阳的306倍。最有名的藍超巨星是獵戶座的參宿七，SN 1987A也是一次藍超巨星爆炸造成的結果，這也是天文學家首次觀測到藍超巨星爆炸。